# Mendidius assectator
Mendidius assectator är en skalbaggsart som beskrevs av Vladimir Balthasar 1961. Mendidius assectator ingår i släktet Mendidius och familjen Aphodiidae. Inga underarter finns listade i Catalogue of Life.